# Cerkelladies Brugge
Cerkelladies Brugge – kobieca sekcja belgijskiego klubu piłki nożnej Cercle Brugge, mający siedzibę w mieście Brugia, w północno-zachodniej części kraju, występujący w latach 1975–1993 i 1995–1998 w rozgrywkach Eerste Klasse.

## Historia
Chronologia nazw:
- 1971: KSV Cercle Brugge
- 1998: Cerkelladies Brugge – po odłączeniu od KSV Cercle Brugge

Kobieca drużyna piłkarska KSV Cercle Brugge została założona w Brugii w 1971 roku jako zespół kibiców klubu piłkarskiego Cercle Brugge. W kolejnych latach zespół rozgrywał mecze towarzyskie. W sezonie 1974/75 zespół startował w lidze prowincjonalnej West-Vlaanderen i od razu został mistrzem, awansując tym samym do Eerste Klasse (D1). W debiutowym sezonie 1975/76 zajął 7.miejsce. W sezonie 1980/81 klub osiągał swój najlepszy wynik, zdobywając mistrzostwo i Puchar kraju.
Przez następną dekadę zespół zajmował lokaty w środku tabeli. W 1993 roku znalazł się na ostatnim miejscu i spadł do Tweede Klasse. W 1995 roku powrócił na najwyższy poziom. Trzy lata później znów spadł z powrotem do Tweede Klasse.
W 1998 roku drużyna kobiet oddzieliła się od Cercle Brugge i zmieniła nazwę na Cerkelladies Brugge. Zespół występował na zapleczu pierwszej ligi przez dekadę. W 2009 roku zajął ostatnie miejsce i spadł do Derde Klasse (D3). W sezonie 2012/13 startowała nowo utworzona Women's BeNe League, w której doszło do połączenia belgijskiej First Division i holenderskiej Eredivisie, wskutek czego poziom Derde Klasse spadł do czwartego szczebla. W 2014 roku zespół wrócił do Tweede Klasse (D3). Reforma mistrzostw w 2015 roku pozwoliła klubowi utrzymać się na trzecim krajowym poziomie. Po czterech latach, w sezonie 2017/18 klub zajął 12.pozycję w grupie A i spadł do ligi prowincjonalnej.

## Barwy klubowe, strój, herb, hymn
|  |  |

Klub ma barwy zielono-czarne. Piłkarki domowe spotkania zazwyczaj grają w zielonych koszulkach, czarnych spodenkach oraz czarnych getrach.

## Sukcesy

### Trofea międzynarodowe
Do chwili obecnej klub jeszcze nigdy nie zakwalifikował się do rozgrywek europejskich.

### Trofea krajowe
| \| \| Zdobyte trofea w rozgrywkach Belgii (stan na: 31-05-2023) \| |                                                           |      |                                        |
| Rozgrywki                                                          | Osiągnięcie                                               | Razy | Sezon(y)                               |
| Mistrzostwo                                                        | I miejsce                                                 | 1    | 1980/81                                |
| Mistrzostwo                                                        | II miejsce                                                | 0    |                                        |
| Mistrzostwo                                                        | III miejsce                                               | 0    |                                        |
| Puchar                                                             | zdobywca                                                  | 1    | 1980/81                                |
| Puchar                                                             | finalista                                                 | 0    |                                        |
| II liga                                                            | I miejsce                                                 | 2    | 1974/75 (West-Vlaanderen), 1994/95 (A) |
| II liga                                                            | II miejsce                                                | 0    |                                        |
| II liga                                                            | III miejsce                                               | 0    |                                        |
| Belgia                                                             | Zdobyte trofea w rozgrywkach Belgii (stan na: 31-05-2023) |      |                                        |

### Inne trofea
- Derde Klasse A (D4):
  - wicemistrz (1x): 2013/14

## Poszczególne sezony

### Rozgrywki międzynarodowe

#### Europejskie puchary
Klub nigdy nie uczestniczył w rozgrywkach europejskich.

### Rozgrywki krajowe
| \| Belgia \| Bilans występów klubu w rozgrywkach piłkarskich Belgii (Stan na 31 maja 2023 r.) \| \| |                                                                                  |        |       |   |   |   |    |    |     |                               |        |        |      |
| Poziom                                                                                              | Rozgrywki                                                                        | Sezony | Mecze | Z | R | P | B+ | B– | Pkt | Lata                          | Awanse | Spadki | Naj. |
| I                                                                                                   | Eerste Klasse / Super League                                                     | 21     |       |   |   |   |    |    |     | 1975–1993, 1995–1998          | 0      | 0      | 1    |
| II                                                                                                  | Tweede Klasse / Eerste Klasse                                                    | 14     |       |   |   |   |    |    |     | 1974/75, 1993–1995, 1998–2009 | 2      | 1      | 1    |
| III                                                                                                 | Derde Klasse / Tweede Klasse                                                     | 7      |       |   |   |   |    |    |     | 2009–2012, 2014–2018          | 0      | 2      | 2    |
| | Puchar Belgii                                                                    | 46     |       |   |   |   |    |    |     | od 1976/77                    | 0      | 0      | 1    |
| | Superpuchar Belgii                                                               | 0      |       |   |   |   |    |    |     |                               | 0      | 0      |      |
| Belgia                                                                                              | Bilans występów klubu w rozgrywkach piłkarskich Belgii (Stan na 31 maja 2023 r.) |        |       |   |   |   |    |    |     |                               |        |        |      |

## Piłkarki, trenerzy, prezydenci i właściciele klubu

### Trenerzy
...
- 20??–2022:  Dwight Maes
- od 2022:  Eric Van Arck

## Struktura klubu

### Stadion
Drużyna rozgrywa swoje mecze domowe w Brugii na stadionie Sportcomplex Gulden Kamer, który może pomieścić 1.000 widzów.

## Kibice i rywalizacja z innymi klubami

### Derby
- Club Brugge
- KAA Gent Ladies